# Old Brush Arbors
Old Brush Arbors è un album in studio del cantante statunitense George Jones, pubblicato nel 1965.

## Tracce
1. Old Brush Arbors (Gordon Ardis, Darrell Edwards)
2. Will There Be Stars in My Crown? (George Jones, Jimmy Sweeney, Edmond Hewitt)
3. Leaning on the Everlasting Arms (Elisha A. Hoffman, Anthony J. Showalter)
4. Won't It Be Wonderful There? (George Jones)
5. Lord You've Been Mighty Good to Me (Earl Montgomery)
6. Selfishness in Man (Leon Payne)
7. I'll Fly Away (Albert E. Brumley)
8. Where We'll Never Grow Old (James C. Moore)
9. If You Believe (Darrell Edwards)
10. Lily of the Valley (Charles William Fry, William Shakespeare Hays)
11. How Beautiful Heaven Must Be (A.P. Bland, A.S. Bridgewater)
12. Well It's All Right (Cindy Walker)